# Nicola d'Epiro
Nicola Orsini (1295 – 1323) fu conte palatino di Cefalonia e per assassinio despota d'Epiro, titolo per questo contestato.

## Biografia
Nicola era il figlio del conte di Cefalonia Giovanni I Orsini e di Maria, una figlia di Niceforo I Ducas dell'Epiro e di Anna Paleologina Cantacuzena. Suo padre governava Cefalonia come vassallo del re Carlo II di Napoli, e aveva acquisito Leukas come dote della moglie Maria Ducas. Nicola alla morte del padre nel 1317 gli succedette alla contea dell'isola, ma a differenza dei suoi predecessori era più interessato a intervenire in Epiro, approfittando del suo legame di parentela con gli Angeli in Epiro, piuttosto che nei possedimenti latini nel sud della Grecia. Nel 1318 si presentò a sorpresa alla corte di Arta, dove uccise suo zio materno Tommaso I Ducas dell'Epiro e facilmente prese il potere nel paese. Per consolidare la sua posizione sposò la vedova di suo zio, Anna Paleologa, figlia di Michele IX Paleologo, la quale pochi anni prima era stata gettata in prigione dal marito.
A Nicola gli fu così conferito il titolo di despota da parte di Andronico III Paleologo.
Col matrimonio Nicola si avvicinò anche alla Chiesa orientale, adottando pubblicamente la fede ortodossa, così che la sua reputazione nel clero e nel popolo greco venne notevolmente rafforzata.
Nonostante il suo orientamento greco, Nicola rimase un fedele vassallo dei re di Napoli, e infatti rese omaggio nominale anche al suo signore angioino, Giovanni di Gravina, un figlio del re Carlo II di Napoli e Maria d'Ungheria.
Nicola ora controllava non solo il patrimonio paterno delle isole a sud dell'Epiro, ma anche l'Acarnania e parte dell'Etolia. Offrì il porto di Butrinto alla Repubblica di Venezia come il prezzo per un'alleanza contro i Paleologo, ma l'accordo non si concluse. Nel 1321, approfittando delle controversie scoppiate per il trono di Costantinopoli, Nicola tentò di conquistare Ioannina, ma, non essendo riuscito nel suo tentativo di stringere un'alleanza con la Repubblica di Venezia, non fu in grado di prenderla.
Morì nel 1323, assassinato dal fratello Giovanni Orsini, che gli succedette come conte di Cefalonia e despota di Epiro.

## Ascendenza
|                             |                    |                               | Genitori                     |  |  | Nonni |  |  | Bisnonni         |  |  | Trisnonni |  |
|                             |                    |                               |                              |  |  |       |  |  | Maio di Monopoli |  |  | …         |  |
|                             |                    |                               |                              |  |  |       |  |  | Maio di Monopoli |  |  | …         |  |
|                             |                    | …                             |                              |  |  |       |  |  | Maio di Monopoli |  |  |           |  |
| Riccardo II Orsini          |                    |                               |                              |  |  |       |  |  | Maio di Monopoli |  |  |           |  |
|                             |                    | Anna Angelo                   | Teodoro Angelo Ducas         |  |  |       |  |  |                  |  |  |           |  |
|                             |                    | Anna Angelo                   | Teodoro Angelo Ducas         |  |  |       |  |  |                  |  |  |           |  |
|                             |                    | Anna Angelo                   | Zoe Ducas                    |  |  |       |  |  |                  |  |  |           |  |
| Giovanni I Orsini           |                    | Anna Angelo                   |                              |  |  |       |  |  |                  |  |  |           |  |
|                             |                    | Guglielmo II di Villehardouin | Goffredo I di Villehardouin  |  |  |       |  |  |                  |  |  |           |  |
|                             |                    | Guglielmo II di Villehardouin | Goffredo I di Villehardouin  |  |  |       |  |  |                  |  |  |           |  |
|                             |                    | Guglielmo II di Villehardouin | Elisabetta                   |  |  |       |  |  |                  |  |  |           |  |
| Margherita di Villehardouin |                    | Guglielmo II di Villehardouin |                              |  |  |       |  |  |                  |  |  |           |  |
|                             |                    | Anna Comnena Ducaina          | Michele II d'Epiro           |  |  |       |  |  |                  |  |  |           |  |
|                             |                    | Anna Comnena Ducaina          | Michele II d'Epiro           |  |  |       |  |  |                  |  |  |           |  |
|                             |                    | Anna Comnena Ducaina          | Teodora di Arta              |  |  |       |  |  |                  |  |  |           |  |
| Nicola d'Epiro              |                    | Anna Comnena Ducaina          |                              |  |  |       |  |  |                  |  |  |           |  |
|                             | Michele II d'Epiro | Michele I d'Epiro             |                              |  |  |       |  |  |                  |  |  |           |  |
|                             | Michele II d'Epiro | Michele I d'Epiro             |                              |  |  |       |  |  |                  |  |  |           |  |
|                             | Michele II d'Epiro | …                             |                              |  |  |       |  |  |                  |  |  |           |  |
| Niceforo I d'Epiro          | Michele II d'Epiro |                               |                              |  |  |       |  |  |                  |  |  |           |  |
|                             |                    | Teodora di Arta               | Giovanni Petralife           |  |  |       |  |  |                  |  |  |           |  |
|                             |                    | Teodora di Arta               | Giovanni Petralife           |  |  |       |  |  |                  |  |  |           |  |
|                             |                    | Teodora di Arta               | …                            |  |  |       |  |  |                  |  |  |           |  |
| Maria Comneno Ducas         |                    | Teodora di Arta               |                              |  |  |       |  |  |                  |  |  |           |  |
|                             |                    | Giovanni Cantacuzeno          | …                            |  |  |       |  |  |                  |  |  |           |  |
|                             |                    | Giovanni Cantacuzeno          | …                            |  |  |       |  |  |                  |  |  |           |  |
|                             |                    | Giovanni Cantacuzeno          | …                            |  |  |       |  |  |                  |  |  |           |  |
| Anna Cantacuzena            |                    | Giovanni Cantacuzeno          |                              |  |  |       |  |  |                  |  |  |           |  |
|                             |                    | Irene Comneno Paleologa       | Andronico Paleologo          |  |  |       |  |  |                  |  |  |           |  |
|                             |                    | Irene Comneno Paleologa       | Andronico Paleologo          |  |  |       |  |  |                  |  |  |           |  |
|                             |                    | Irene Comneno Paleologa       | Teodora Angelina Paleologina |  |  |       |  |  |                  |  |  |           |  |
|                             |                    | Irene Comneno Paleologa       |                              |  |  |       |  |  |                  |  |  |           |  |